# Cáchira
Cáchira è un comune della Colombia facente parte del dipartimento di Norte de Santander.